# Mac.
Макарио Гомес Кибус (Реус, Испания, 8 марта 1926 г. — Олеса де Монтсеррат, 20 июля 2018 г.) — испанский художник-плакатист, известный авторством постеров к кинофильмам, под псевдонимом «Мак». Проживал в Олеса-де-Монтсеррат, Барселона, с 1970-х годов до своей смерти. Его плакаты отличаются креативностью, нонконформизмом и гармонией. В 2013 году был назван почетным членом Каталонской киноакадемии . В 2014 году правительство Каталонии наградило его Крестом Сант-Жорди.

## Биография
Мак родился в Реусе, городе, в который его родители переехали из Фраги (Уэска), где они работали фермерами. В 1928 году его отец погиб в результате несчастного случая на производстве, и в 1931 году Мак был принят в Каса-де-ла-Каридад-де-Реус. Отсюда и началось его увлечение рисованием.
В 1935 году он вернулся на родину и поступил в Реусскую школу изящных искусств, тогда ещё бесплатную. Но его пребывание там было недолгим, так как через несколько месяцев разразилась Гражданская война .
После войны ситуация была неустойчивой. Он переехал жить в Сан-Хулиан-де-Боада, Жерона, к своему деду. Примерно через пять лет он вернулся к матери, но на этот раз в Барселону, где она нашла работу в конторе городского швейцара.
В 1946 году, в возрасте двадцати лет, он посетил Музей современного искусства в Барселоне и был поражен творчеством Мариано Фортуни . Он целыми днями изучал каждый дюйм работ живописца из Реуса, и это заставило его принять решение возобновить учёбу в Школе изящных искусств в Барселоне .
Посредничество его сестры, которая работала в доме семьи Кастанье, позволило ему начать работать в графической студии Estudio Domínguez, которая отвечала за украшение фасадов кинотеатров, которыми управляла эта семья. Он совмещал работу в студии с заказами рисунков пером, которые делал по ночам дома, для рекламы в прессе.
В 1947 году был призван. Местом военного назначения являлся тот же город Барселона, что позволило ему продолжить работу по продвижению фильмов.
Незадолго до окончания военной службы умерла его мать. Именно тогда он решил сосредоточить все свои усилия на том, чтобы получить работу, которая позволила бы осуществить его мечты. Он начал работать в рекламе всех видов, совмещая это с заказами Кастанье.
В 1952 году он был принят на работу в известную студию рекламного дизайна Martí Clave y Picó, Schema. Для них он сделал постер к фильму «Айвенго», и его поздравил один из руководителей Metro Goldwyn Mayer .

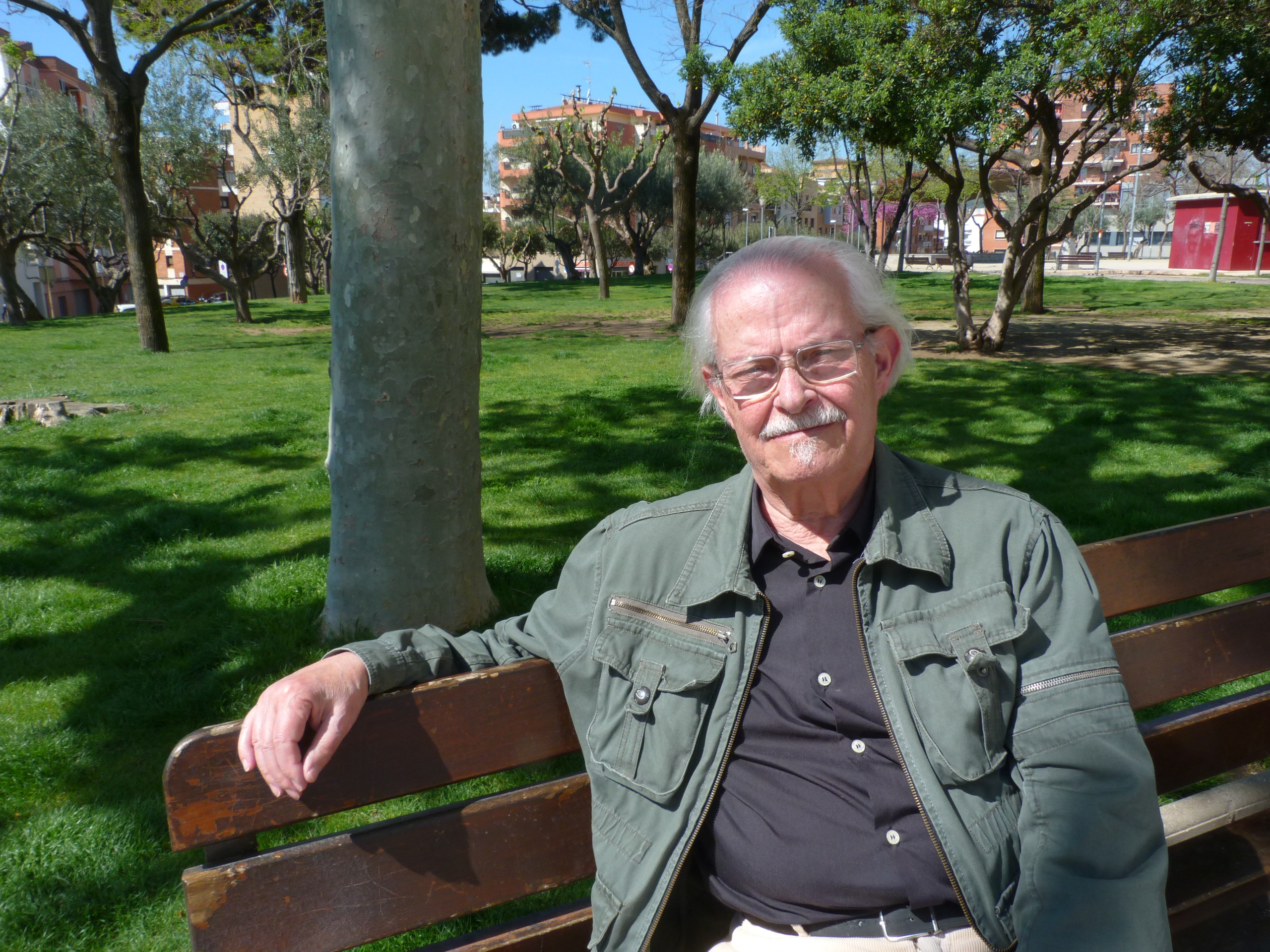
В муниципальном парке Олеса-де-Монтсеррат, апрель 2014 г.

Поженившись, прокатчик Tandem Films, начавший свою деятельность, поселился в том же здании, где проживает пара. Некоторое время спустя Макари было поручено подготовить все рекламные материалы для первого сезона дистрибьютора. Эта работа стала его лучшей визитной карточкой, и в 1955 году он начал подписывать свои работы именем MAC (Нагана — его первый плакат, подписанный таким образом).
Большой шанс Маку предоставила студия Paramount с фильмом "Десять заповедей ", выпущенным в 1956 году. Ему поручают изготовить самый большой плакат кампании на трех листах. Успех настолько огромен, что ему также заказали дюжину оригиналов разного содержания и размера. Сам Чарлтон Хестон выказывал свое восхищение и был заинтересован в личной встрече с ним. Они встретились в Мадриде в 1959 году, и Макари подарил ему особый портрет Моисея из фильма. Картина висела у актёра в кабинете, и все, кто её видел, влюблялись в неё.
В Испании и Пепе Исберт, и Сара Монтьель были поклонниками Макари, как и Стэнли Крамер, Сальвадор Дали, Марлон Брандо, Джордж Лукас, Софи Лорен, Джейн Мэнсфилд и другие. Кирк Дуглас заявил, что является большим поклонником Мака, поэтому в его частной коллекции был оригинал постера вестерна "Мстители Запада ", выпущенного в 1975 году .
В 60-х и 70-х Мак не останавливался ни на минуту: он работал над афишами как для премьер, так и для повторного проката, и делал новые версии уже сделанных афиш. В то время он был независимым художником и получал заказы от всех американских дистрибьюторов.
В те годы ему поступали предложения поехать работать в США и Париж, но все же он предпочел остаться с семьей, которую считал источником творческого вдохновения.
В 1980-х появилось видео, а вместе с ним и кризис в кинотеатрах, который привел к переосмыслению дизайна плакатов в сторону более простых и дешевых решений. Плакатисты уже не пользовались таким спросом, и в качестве объекта плаката использовалась фотография. Мак завершил свою карьеру созданием обложек для видео, специально для дистрибьюторов Video Technics и Embassy, но, несмотря на то, что формат был намного меньше, акцент делался на качество и мастерство, и он пришел к созданию настоящих жемчужин. Его последний постер был к фильму 1988 года «Удовольствие от убийства» .
Он скончался 20 июля 2018 года в возрасте 92 лет.

## Наследие
Мак был признан последним великим художником-плакатистом. Более 4000 творений, в том числе плакаты, путеводители, пресс-ручки и обложки для видео, свидетельствуют о его выдающихся художественных способностях, заслуживших признание в Голливуде . Некоторые из его наиболее известных плакатов: " Айвенго " (1952), " Мулен Руж " (1953), « Зуд седьмого года» (1955), « Пока город спит „ (1956), “Десять заповедей» (1956), « Пистолет в левой руке „ (1958), “Мумия» (1959).), Кармен из Ронды (1959), Психо (1960), В джазе только девушки (1959), Эль Сид (1961), Грех любви (1961), Из России с любовью (1963), Палач (1963), «На несколько долларов больше» (1965), Доктор Живаго (1965)), Первая полоса (1974), Лаки Лучиано (1974) и Отряд (1975).

## Награды
Награды Сант-Жорди
| Год     | Категория                       | Результат |  |
| ------- | ------------------------------- | --------- |  |
| 2008 г. | Награда за карьерные достижения |           |  |

В последние годы MAC получил другие награды и признания за свою карьеру, такие как премия Germandat de Cine de Barcelona, премия на фестивале короткометражных фильмов Olesa de Montserrat . Его работы были предметом нескольких выставок, среди которых выделяется устроенная Национальной библиотекой фильмов в Мадриде . На Международном кинофестивале в Ситжесе в 2012 году состоялась премьера короткометражного фильма "Мальчик с обложки " режиссёра Давида Муньоса, в котором рассказывается о его творческой жизни, как объяснил сам MAC. В 2013 году он был назван почетным членом Каталонской киноакадемии, а в 2014 году удостоен Крус де Сант Жорди .